# راويز لاوان
إسمه الكامل راويز فرهاد لاوان هو لاعب كرة قدم سويدي من أصل عراقي كردي ولد في 4 أكتوبر 1987 في مدينة مالمو في السويد ويلعب حاليا في نادي نوركوبنغ السويدي في مركز الهجوم والجناح ويبلغ طوله 177 سم، بدأ اللعب مع نادي مالمو السويدي في سنة 2005 ولعب مع 8 مباريات وفي الموسم التالي انتقل إلى نادي هورسينس الدنماركي ولعب معه 83 مباراة وسجل 14 هدف وثم في 2009 انتقل إلى نادي نوردشيلاند الدنماركي ولعب معه 85 مباراة وسجل معه 13 هدف وفاز معه بالدوري الدنماركي في موسم 2011-2012 وكأس الدنمارك في موسم 2009-2010 و في موسم 2010-2011 وفي 2013 انتقل إلى نادي نوركوبنغ.
كما أن هذا اللاعب لعب مع المنتخب السويدي تحت 17 عام ومع المنتخب السويدي تحت 19 عام ومع المنتخب السويدي تحت 21 عام.

## روابط خارجية
- راويز لاوان على موقع اتحاد السويد (السويدية)
- راويز لاوان على موقع قاعدة بيانات كرة القدم.إي يو (الإنجليزية)
- راويز لاوان على موقع Soccerway.com (الإنجليزية)
- راويز لاوان على موقع عالم كرة القدم.نت (الإنجليزية)
- راويز لاوان على موقع AS.com (الإسبانية)